# Nekrolog 1846
Nekrolog
◄◄
| ◄
| 1842
| 1843
| 1844
| 1845
| 1846 | 1847 | 1848 | 1849 | 1850 | ► | ►►
Weitere Ereignisse | Allgemeiner Nekrolog 1846
Die Beschreibung der verstorbenen Person sollte so kurz wie möglich gehalten sein und nur deren signifikante Tätigkeit(en) enthalten.
Neue Namen ggf. auch unter dem Geburts- und Sterbedatum, also etwa unter 1. Januar und im Geburts- und Sterbejahr (2024) eintragen (nur bei entsprechender großer Wichtigkeit). Für Beispiele siehe die schon vorhandenen Artikel.
Außerdem über die fünf zuletzt Verstorbenen, zu denen es einen ausreichend guten Artikel für eine Präsentation auf der Hauptseite gibt, nach der todesbedingten Überarbeitung der Artikel ggf. auch unter Wikipedia Diskussion:Hauptseite informieren und sie am besten auch in den anderen Wikipedia-Sprachversionen eintragen. Tipp: Regelmäßig bei news.google.de nach „ist tot“, „gestorben“ oder „verstorben“ suchen.
Wenn eine Person gestorben ist, gibt es viele Seiten zu dieser Person in der Wikipedia, die davon auch betroffen sind und entsprechend aktualisiert werden müssen. Beispiele: Namenübersichtsseite, Geburtsjahr, Geburtsort-Seiten und viele mehr.
Wie finde ich die betroffenen Seiten?
Im Suchfeld auf der linken Seite gibt man den Suchbegriff so ein: „Vorname Nachname“. Dann klickt man auf Volltext und alle Seiten mit entsprechendem Suchtext werden aufgerufen. Hier sieht man dann schnell, wo auch das Todesjahr Sinn macht oder sogar ein Teil des Artikels angepasst werden muss. Auch hilft das „Werkzeug“ auf der linken Seite sehr gut, um solche Seiten aufzufinden: „Links auf diese Seite“. Somit ist die Wikipedia wieder aktuell in allen Bereichen! Hinweis: bei Eintragung der Kategorie „Gestorben JAHR“ wird der Missbrauchsfilter 49 ausgelöst, was jedoch nicht schlimm ist. Siehe: Spezial:Missbrauchsfilter/49
Dies ist eine Liste von im Jahr 1846 verstorbenen bekannten Persönlichkeiten. Die Einträge erfolgen innerhalb der einzelnen Daten alphabetisch sortiert. Tiere sind im Nekrolog für Tiere zu finden.

## Januar
| Tag        | Name                                       | Beruf, bekannt als                                                            | Alter | Beleg |
| ---------- | ------------------------------------------ | ----------------------------------------------------------------------------- | ----- | ----- |
| 1. Januar  | Constantin Michel Telle                    | französischer Ballettmeister und Choreograf                                   |       |       |
| 1. Januar  | Caleb Tompkins                             | US-amerikanischer Jurist und Politiker                                        | 86    |       |
| 2. Januar  | Ulrich von Barner                          | preußischer Generalleutnant                                                   | 59    |       |
| 2. Januar  | Sylvester Gilbert                          | US-amerikanischer Politiker                                                   | 90    |       |
| 3. Januar  | Lorenzo Serafini                           | italienischer Ordensgeistlicher, Apostolischer Prediger und Titularerzbischof | 72    |       |
| 4. Januar  | Franz Junot                                | deutscher Berghauptmann und Bergrat                                           | 60    |       |
| 4. Januar  | Amalie Sebald                              | deutsche Sängerin und Gesangslehrerin                                         | 58    |       |
| 5. Januar  | Wilhelm Balser                             | deutscher Mediziner                                                           | 65    |       |
| 5. Januar  | Friedrich Jonas Beschort                   | Sänger (Tenor) und Schauspieler aus der Schröderschen und Ifflandschen Schule | 78    |       |
| 6. Januar  | August Heinrich Andreae                    | Architekt, Baubeamter und Maler                                               | 41    |       |
| 7. Januar  | John Hookham Frere                         | britischer Politiker, Diplomat und Schriftsteller                             | 76    |       |
| 7. Januar  | Louis de Grandpré                          | französischer Schiffskapitän und Naturforscher                                | 84    |       |
| 7. Januar  | Granville Leveson-Gower, 1. Earl Granville | britischer Staatsmann und Diplomat                                            | 72    |       |
| 8. Januar  | Georg Friedrich Puchta                     | deutscher Jurist                                                              | 47    |       |
| 10. Januar | John Hodgson                               | Offizier der British Army                                                     |       |       |
| 10. Januar | Charles McClure                            | US-amerikanischer Politiker                                                   |       |       |
| 10. Januar | Étienne Pivert de Senancour                | französischer Schriftsteller                                                  | 75    |       |
| 13. Januar | Hans Conrad Stadler                        | Schweizer Architekt                                                           | 57    |       |
| 14. Januar | Heinrich Heitmüller                        | deutscher Theaterschauspieler und Opernsänger (Bass)                          |       |       |
| 16. Januar | José María Calatrava                       | Ministerpräsident von Spanien                                                 | 64    |       |
| 17. Januar | Johann Friedrich Dieterich                 | deutscher Maler                                                               | 58    |       |
| 17. Januar | Hermann Ernst Endemann                     | deutscher Jurist                                                              | 49    |       |
| 17. Januar | William Taylor                             | US-amerikanischer Politiker                                                   | 57    |       |
| 18. Januar | Alois Maaß                                 | österreichischer Priester                                                     | 87    |       |
| 21. Januar | Franz IV.                                  | Erzherzog von Österreich, Herzog von Modena und Reggio                        | 66    |       |
| 21. Januar | Nicolas Haussmann                          | Tuchhändler und französischer Politiker                                       | 85    |       |
| 22. Januar | Louis-Pierre Baltard                       | französischer Architekt, Maler und Radierer                                   | 81    |       |
| 22. Januar | Johann Karl Magdalena von Vigny            | preußischer Generalmajor, Inspekteur der 3. Ingenieursinspektion              | 68    |       |
| 24. Januar | Thomas Edmondston                          | schottischer Naturforscher                                                    | 20    |       |
| 25. Januar | Charles Cutts                              | US-amerikanischer Politiker                                                   | 76    |       |
| 27. Januar | Jonas Fraenckel                            | schlesischer Bankier, Kommerzienrat und Philanthrop                           | 73    |       |
| 28. Januar | Johann Friedrich Erdmann                   | deutscher Mediziner                                                           | 67    |       |
| 28. Januar | Samuel Campbell Rowley                     | britischer Admiral und Politiker                                              | 72    |       |
| 29. Januar | Gottlieb Wilhelm Hoffmann                  | deutscher Bürgermeister und Pietist                                           | 74    |       |
| 29. Januar | Christian Gerhard Overbeck                 | deutscher Rechtswissenschaftler und Richter                                   | 62    |       |
| 29. Januar | Thomas Smith                               | US-amerikanischer Politiker                                                   |       |       |
| 31. Januar | Francesco Ansaldo Teloni                   | italienischer Geistlicher und Bischof von Macerata                            | 85    |       |

## Februar
| Tag         | Name                                | Beruf, bekannt als                                                                            | Alter | Beleg |
| ----------- | ----------------------------------- | --------------------------------------------------------------------------------------------- | ----- | ----- |
| 1. Februar  | Ernst Ludwig Schweitzer             | deutscher Pädagoge und Theologe                                                               | 46    |       |
| 2. Februar  | Franz de Paula Pistek               | Bischof von Tarnów und Erzbischof von Lemberg                                                 | 59    |       |
| 2. Februar  | Christian Friedrich Scheithauer     | deutscher Astronom und Lehrer                                                                 | 74    |       |
| 3. Februar  | Amalie von Hessen-Homburg           | Erbprinzessin von Anhalt-Dessau                                                               | 71    |       |
| 3. Februar  | Pierre Watier                       | französischer General                                                                         | 75    |       |
| 3. Februar  | Joseph Weigl                        | österreichischer Komponist und Dirigent                                                       | 79    |       |
| 4. Februar  | Johann Wilhelm Baumeister           | deutscher Veterinär und Tiermaler                                                             | 41    |       |
| 4. Februar  | Ombline Desbassayns                 | Plantagenbesitzerin und Sklavenhalterin auf Réunion                                           | 90    |       |
| 4. Februar  | Gerhard Wilhelm Amandus Lempelius   | deutsche evangelischer Geistlicher und Schriftsteller                                         | 84    |       |
| 6. Februar  | Heinrich von Bülow                  | preußischer Staatsmann                                                                        | 53    |       |
| 8. Februar  | Bernhard Christoph Ludwig Natorp    | deutscher Pädagoge und Geistlicher                                                            | 71    |       |
| 10. Februar | Robert Henry Dick                   | britischer Generalmajor                                                                       |       |       |
| 10. Februar | Wilhelm Thomé                       | deutscher Augenarzt und Geburtshelfer                                                         | 36    |       |
| 11. Februar | Franz Mange                         | Schweizer Textilkaufmann                                                                      |       |       |
| 14. Februar | Heinrich Komp                       | deutscher Theologe                                                                            | 80    |       |
| 14. Februar | Cornelis Felix van Maanen           | niederländischer Staatsmann                                                                   | 76    |       |
| 15. Februar | Otto von Kotzebue                   | deutschbaltischer Entdecker und Offizier der Russischen Marine                                | 58    |       |
| 18. Februar | William Hawes                       | englischer Komponist und Chorleiter                                                           | 60    |       |
| 18. Februar | Giovanni Liverati                   | italienischer Komponist, Sänger und Dirigent                                                  | 73    |       |
| 18. Februar | Gottlob Schuberth                   | deutscher Oboist, Klarinettist und Musikpädagoge                                              | 57    |       |
| 20. Februar | Hermann Friedrich Behn              | deutscher evangelisch-lutherischer Geistlicher, Senior des Geistlichen Ministeriums in Lübeck | 79    |       |
| 20. Februar | Anastassija Wassiljewna Jakuschkina | Ehefrau des Dekabristen Iwan Dmitrijewitsch Jakuschkin                                        | 38    |       |
| 20. Februar | Friedrich August Unger              | deutscher evangelischer Geistlicher                                                           | 87    |       |
| 21. Februar | Ninkō                               | 120. Tennō von Japan                                                                          | 45    |       |
| 22. Februar | Carel Anton Fodor                   | niederländischer Komponist und Dirigent                                                       | 77    |       |
| 22. Februar | Enrique Gil y Carrasco              | spanischer Schriftsteller der Romantik                                                        | 30    |       |
| 23. Februar | Dudley Chase                        | US-amerikanischer Jurist und Politiker                                                        | 74    |       |
| 23. Februar | Paul Friedrich von Moltke           | russischer Diplomat                                                                           | 59    |       |
| 24. Februar | John M. Bowers                      | US-amerikanischer Jurist und Politiker                                                        | 73    |       |
| 26. Februar | Martin Stephan                      | deutsch-amerikanischer Geistlicher                                                            | 68    |       |
| 27. Februar | Edward Dembowski                    | polnischer Philosoph, Revolutionär und Publizist                                              | 23    |       |

## März
| Tag      | Name                          | Beruf, bekannt als                                                                      | Alter | Beleg |
| -------- | ----------------------------- | --------------------------------------------------------------------------------------- | ----- | ----- |
| 2. März  | Thomas Stockton               | US-amerikanischer Politiker                                                             | 64    |       |
| 3. März  | François de Beauharnais       | französischer Adliger                                                                   | 89    |       |
| 4. März  | Karl Dietrich Hüllmann        | deutscher Historiker und Hochschullehrer                                                | 80    |       |
| 4. März  | Paolo Orsi Mangelli           | italienischer Kardinal der Römischen Kirche                                             | 83    |       |
| 4. März  | Georg Mühleisen               | Stadtschultheiß von Gmünd und Landtagsabgeordneter in den Württembergischen Landständen | 77    |       |
| 5. März  | Okada Hankō                   | Maler im Literaten-Stili                                                                |       |       |
| 6. März  | Augustin Bertoletti           | französischer Brigadegeneral                                                            | 70    |       |
| 6. März  | Nikolai Alexejewitsch Polewoi | russischer Journalist und Historiker                                                    | 49    |       |
| 7. März  | Joseph Pauli                  | österreichischer Geigenbauer                                                            | 76    |       |
| 7. März  | John Peter Van Ness           | US-amerikanischer Politiker                                                             |       |       |
| 8. März  | James L. Hodges               | US-amerikanischer Politiker                                                             | 55    |       |
| 8. März  | Franz Xaver Kuttnar           | Bischof von Lavant                                                                      | 52    |       |
| 9. März  | James Guyon junior            | US-amerikanischer Offizier und Politiker                                                | 67    |       |
| 11. März | Johann Leonhard Hug           | deutscher Theologe, Professor, Publizist                                                | 80    |       |
| 11. März | Johann Friedrich Zeller       | erster Oberamtmann des Oberamts Heilbronn                                               | 76    |       |
| 15. März | Elisabeth von Adlerflycht     | deutsche Malerin                                                                        | 70    |       |
| 15. März | Ferdinand Dümmler             | deutscher Buchhändler und Verleger                                                      | 68    |       |
| 16. März | Eugen Borsche                 | preußischer Jurist                                                                      | 39    |       |
| 17. März | Friedrich Wilhelm Bessel      | deutscher Astronom, Mathematiker und Geodät                                             | 61    |       |
| 17. März | Andreas Köhn von Jaski        | preußischer Generalleutnant, Gouverneur von Königsberg                                  | 77    |       |
| 18. März | John Miller                   | US-amerikanischer Politiker                                                             | 64    |       |
| 20. März | Joseph Foveaux                | britischer Soldat und Vizegouverneur von Norfolk Island                                 |       |       |
| 20. März | Johann Carl Freiesleben       | sächsischer Oberberghauptmann                                                           | 71    |       |
| 23. März | Laban Wheaton                 | US-amerikanischer Politiker                                                             | 92    |       |
| 23. März | Carl August Zeller            | deutscher Pädagoge und Anhänger Pestalozzis                                             | 71    |       |
| 25. März | William Lee D. Ewing          | US-amerikanischer Politiker                                                             | 50    |       |
| März     | Pierre Crémont                | französischer Violinist, Komponist und Dirigent                                         | 61    |       |

## April
| Tag       | Name                                 | Beruf, bekannt als                                            | Alter | Beleg |
| --------- | ------------------------------------ | ------------------------------------------------------------- | ----- | ----- |
| 4. April  | Solomon Sibley                       | US-amerikanischer Politiker                                   | 76    |       |
| 7. April  | Wilhelm Hoßbach                      | deutscher evangelischer Theologe                              | 62    |       |
| 8. April  | Pál Vásárhelyi                       | ungarischer Wasserbautechniker                                | 51    |       |
| 10. April | Friedrich Theodor von Merckel        | preußischer Oberpräsident                                     | 70    |       |
| 14. April | Maria Anna Amalie von Hessen-Homburg | deutsche Adelige, Frau von Friedrich Wilhelm Karl von Preußen | 60    |       |
| 14. April | Claude-Marie Meunier                 | französischer Divisionsgeneral der Infanterie                 | 75    |       |
| 16. April | Domenico Dragonetti                  | italienischer Kontrabassist und Komponist                     | 83    |       |
| 16. April | Christian Duttenhofer                | deutscher Kupferstecher                                       |       |       |
| 17. April | Wilhelm von Blomberg                 | preußischer Offizier                                          | 59    |       |
| 17. April | James Fenner                         | US-amerikanischer Politiker                                   | 75    |       |
| 18. April | Anton Mutschlechner                  | österreichischer Architekt und Baumeister                     | 50    |       |
| 19. April | William Hay, 18. Earl of Erroll      | schottischer Adliger und Politiker                            | 45    |       |
| 21. April | Ebenezer J. Shields                  | US-amerikanischer Politiker                                   | 67    |       |
| 22. April | Joseph Triebensee                    | österreichischer Oboist und Komponist                         | 73    |       |
| 23. April | Christian August Bähr                | deutscher Pfarrer und Kirchenlieddichter                      | 51    |       |
| 23. April | Franz Xaver von Haeberl              | deutscher Mediziner                                           | 87    |       |
| 23. April | Rudolf Friedrich Heinrich Magenau    | deutscher Pfarrer, Schriftsteller und Heimatforscher          | 78    |       |
| 24. April | Girolamo Crescentini                 | italienischer Kastratensopran und Komponist                   | 84    |       |
| 27. April | Johann Heinrich Rosenplänter         | estnischer Sprachforscher und Literat                         | 63    |       |
| 28. April | Josef Jaroslav Langer                | tschechischer Journalist und Dichter                          | 39    |       |
| 28. April | Friedrich von Schmauß                | bayerischer Offizier und Festungsbaumeister                   | 54    |       |
| 29. April | Jean Alexandre Buchon                | französischer Geschichtsforscher                              | 54    |       |
| 29. April | Joaquim von Oriola                   | portugiesischer Diplomat                                      | 73    |       |
| 30. April | Jacob Bogislaw von Puttkamer         | preußischer Offizier, zuletzt Generalleutnant                 | 92    |       |

## Mai
| Tag     | Name                                 | Beruf, bekannt als                                                                                           | Alter | Beleg |
| ------- | ------------------------------------ | --- | ----- | ----- |
| 2. Mai  | Peter Breiß                          | deutscher Lehrer und Mitgründer der Gesellschaft der Freunde des vaterländischen Schul- und Erziehungswesens | 76    |       |
| 2. Mai  | Georg Christian Heinrich Rosentritt  | Entdecker des Rappenauer Salzlagers                                                                          | 86    |       |
| 3. Mai  | Charles Frédéric Kreubé              | französischer Violinist, Kapellmeister und Komponist                                                         | 68    |       |
| 3. Mai  | Joseph Maull                         | US-amerikanischer Politiker                                                                                  | 64    |       |
| 3. Mai  | Christoph Wilhelm Rüdiger von Pirch  | königlich-preußischer Generalmajor                                                                           | 78    |       |
| 3. Mai  | Hamelin Trelawney                    | Gouverneur von St. Helena                                                                                    | 63    |       |
| 4. Mai  | August von Kaufmann                  | deutscher Verwaltungsjurist                                                                                  | 55    |       |
| 5. Mai  | Gottfried Ernst Schumann             | deutscher Rechtswissenschaftler                                                                              | 66    |       |
| 6. Mai  | James De Ville                       | englischer Phrenologe                                                                                        | 69    |       |
| 9. Mai  | Friedrich Ludwig Sander              | deutscher Bergmeister                                                                                        | 62    |       |
| 9. Mai  | Heinrich Scheffer                    | Schriftsteller; Bürgermeister von Kirchhain                                                                  | 37    |       |
| 9. Mai  | Johann Bernhard Wilbrand             | deutscher Mediziner, Physiologe und Naturphilosoph                                                           | 67    |       |
| 10. Mai | Franciszek Ksawery Drucki-Lubecki    | polnischer Staatsmann                                                                                        | 68    |       |
| 10. Mai | Pierre Lafon                         | französischer Schauspieler                                                                                   | 72    |       |
| 10. Mai | Anton Wilhelm Möller                 | deutsche evangelischer Geistlicher                                                                           | 83    |       |
| 13. Mai | Charles van den Steen de Jehay       | belgischer Botschafter                                                                                       | 65    |       |
| 15. Mai | Hermann Libert Westphalen            | deutscher Astronom                                                                                           | 24    |       |
| 17. Mai | Carl Braunhofer                      | österreichischer Theaterschauspieler und -regisseur                                                          |       |       |
| 17. Mai | William Simonton                     | US-amerikanischer Politiker                                                                                  | 58    |       |
| 18. Mai | Georg Wilhelm Keßler                 | preußischer Beamter und Schriftsteller                                                                       | 64    |       |
| 22. Mai | Ludwig Amandus Bauer                 | deutscher Historiker und Dichter                                                                             | 42    |       |
| 22. Mai | Christian Ernst zu Stolberg-Stolberg | österreichischer Offizier                                                                                    | 62    |       |
| 24. Mai | William Drayton                      | US-amerikanischer Politiker                                                                                  | 69    |       |
| 25. Mai | Johann Melchior Mohr                 | katholischer Geistlicher und Politiker der Helvetik                                                          | 84    |       |
| 26. Mai | Anne Charles François de Montmorency | französischer Militär und Politiker                                                                          | 77    |       |
| 27. Mai | William D. Williamson                | US-amerikanischer Politiker                                                                                  | 66    |       |
| 28. Mai | Charles Sutton                       | britischer Botaniker                                                                                         | 90    |       |
| 30. Mai | Étienne Charles de Damas             | Chevalier, später Herzog von Damas-Crux und französischer Generalleutnant                                    | 92    |       |
| 31. Mai | Philipp Konrad Marheineke            | protestantischer Theologe                                                                                    | 66    |       |

## Juni
| Tag      | Name                                     | Beruf, bekannt als                                                                               | Alter | Beleg |
| -------- | ---------------------------------------- | ------------------------------------------------------------------------------------------------ | ----- | ----- |
| 1. Juni  | Benjamin Bowring                         | englisch-kanadischer Uhrmacher, Juwelier und Geschäftsmann                                       | 68    |       |
| 1. Juni  | Gregor XVI.                              | Papst                                                                                            | 80    |       |
| 2. Juni  | Julius von den Brinken                   | deutscher Forstwissenschaftler und polnischer Generalforstmeister                                | 57    |       |
| 3. Juni  | Eduard Constantin Lewy                   | Hornist und Professor am Wiener Konservatorium                                                   | 50    |       |
| 4. Juni  | Friedrich Bernhard Gottfried Nicolai     | deutscher Astronom                                                                               | 52    |       |
| 5. Juni  | Altmann Arigler                          | österreichischer Theologe, Benediktinerabt und Hochschullehrer                                   | 77    |       |
| 5. Juni  | George Loddiges                          | englischer Botaniker, Illustrator und Ornithologe                                                | 60    |       |
| 7. Juni  | Eduard Friedrich Ludwig von Gemmingen    | großherzoglich-badischer Kammerherr und Schlossherr im Oberschloss Bonfeld                       | 38    |       |
| 7. Juni  | Antonio Maria Gianelli                   | italienischer Bischof, Ordensgründer und Heiliger                                                | 57    |       |
| 8. Juni  | Johann Friedrich Benzenberg              | deutscher Physiker                                                                               | 69    |       |
| 8. Juni  | Peter Friedrich Röding                   | deutscher Malakologe                                                                             | 78    |       |
| 8. Juni  | Rodolphe Töpffer                         | Schweizer Zeichner und Novellist                                                                 | 47    |       |
| 12. Juni | Theodore Dwight                          | US-amerikanischer Politiker                                                                      | 81    |       |
| 12. Juni | Carl Traugott Queisser                   | deutscher Posaunist und Violinist                                                                | 46    |       |
| 13. Juni | Karl Ferdinand Friedrich von Nagler      | Generalpostdirektor des Norddeutschen Bundes                                                     | 76    |       |
| 14. Juni | Ernst Wilhelm Ackermann                  | deutscher Theologe und Dichter der Spätromantik                                                  | 24    |       |
| 14. Juni | Henry Middleton                          | US-amerikanischer Politiker                                                                      | 75    |       |
| 17. Juni | Jean-Gaspard Deburau                     | französischer Pantomime                                                                          | 49    |       |
| 17. Juni | Andreas Mariássy                         | k. k. Feldzeugmeister und Ritter des Maria Theresia-Ordens                                       |       |       |
| 18. Juni | Louis Emmanuel Rey                       | französischer Général de division                                                                | 77    |       |
| 19. Juni | Henriette Hanck                          | dänische Schriftstellerin                                                                        | 38    |       |
| 20. Juni | Richard P. Herrick                       | US-amerikanischer Politiker                                                                      | 55    |       |
| 20. Juni | Karl Hartwig von Zieten                  | württembergischer Major, Paläontologe und Autor                                                  | 61    |       |
| 21. Juni | James Marsh                              | britischer Chemiker                                                                              | 51    |       |
| 22. Juni | Benjamin Robert Haydon                   | britischer Maler                                                                                 | 60    |       |
| 22. Juni | Udagawa Yōan                             | japanischer Chemiker und Botaniker                                                               | 48    |       |
| 24. Juni | Franz Xaver Udalricus Aloysius Brockhoff | deutscher Unternehmer und Abgeordneter                                                           | 61    |       |
| 24. Juni | Mariano Egaña Fabres                     | chilenischer Präsident                                                                           | 53    |       |
| 24. Juni | Jan Frans Willems                        | belgischer Schriftsteller, Germanist, Romanist und Vater der Flämischen Bewegung                 | 53    |       |
| 25. Juni | John Crowell                             | US-amerikanischer Politiker                                                                      | 65    |       |
| 25. Juni | Samuel Timotheus Thorer                  | deutscher Arzt, Ausschussdirektor der Oberlausitzschen Gesellschaft der Wissenschaften und Autor | 51    |       |
| 26. Juni | Georg Heinrich Bode                      | deutscher Klassischer Philologe                                                                  | 43    |       |
| 29. Juni | Matthew Henry Barker                     | englischer Seeromanschreiber                                                                     |       |       |

## Juli
| Tag      | Name                                 | Beruf, bekannt als                                                                         | Alter | Beleg |
| -------- | ------------------------------------ | ------------------------------------------------------------------------------------------ | ----- | ----- |
| 1. Juli  | Auguste Duvivier                     | belgischer Politiker                                                                       | 73    |       |
| 1. Juli  | Anton Hackel                         | österreichischer Beamter und Komponist                                                     | 47    |       |
| 4. Juli  | Julius Albert                        | hannoveranischer Berghauptmann                                                             | 59    |       |
| 5. Juli  | Joseph Bernet                        | französischer römisch-katholischer Geistlicher, Bischof und Kardinal                       | 75    |       |
| 5. Juli  | Gottlob Ludwig Demiani               | deutscher Kämmerer, Bürgermeister (Görlitz)                                                | 60    |       |
| 9. Juli  | Carl Friedrich Heinzmann             | deutscher Landschaftsmaler, Porzellanmaler und Lithograph                                  | 50    |       |
| 10. Juli | Christian August Maximilian Rau      | württembergischer Politiker                                                                | 46    |       |
| 11. Juli | Peter von Goëss                      | österreichischer Adeliger, Jurist und Staatsbeamter                                        | 72    |       |
| 11. Juli | Samuel Lathrop                       | US-amerikanischer Politiker                                                                | 74    |       |
| 12. Juli | Heinrich von Preußen                 | preußischer Prinz, General der Infanterie sowie Großmeister des Johanniterordens           | 64    |       |
| 12. Juli | Johann Hermann Stindt                | deutscher Mühlenbauer und Papierformenhersteller                                           | 82    |       |
| 14. Juli | Samuel Friedrich Sauter              | deutscher Dorfschullehrer und Volksdichter                                                 | 79    |       |
| 15. Juli | Friedrich Leonard von Soltau         | deutscher Literaturwissenschaftler und Volksliedsammler                                    |       |       |
| 16. Juli | Charlotte Diede                      | Brieffreundin von Wilhelm von Humboldt                                                     | 77    |       |
| 16. Juli | Friedrich Heinrich Ludwig von Pfuel  | preußischer Generalleutnant und Kommandant von Spandau                                     | 64    |       |
| 16. Juli | Maria Magdalena Postel               | französische katholische Ordensgründerin                                                   | 89    |       |
| 16. Juli | Johann Ludwig Vopelius               | deutscher Alaun- und Glasfabrikant                                                         | 45    |       |
| 17. Juli | Timotheus Ledóchowski                | Offizier, Erzieher des Kaisers Franz Joseph                                                | 54    |       |
| 19. Juli | Antonio Guerra                       | italienischer Ballettmeister und Choreograph                                               | 35    |       |
| 20. Juli | Christian Lorenz Sommer              | deutscher klassischer Philologe                                                            | 49    |       |
| 22. Juli | Johann Casimir Josef Berger          | deutscher Stadtschultheiß und Landtagsabgeordneter                                         | 75    |       |
| 22. Juli | Emil Friedrich Julius Sommer         | deutscher Germanist und Sagensammler                                                       | 27    |       |
| 23. Juli | Johann Gottlob Wilhelm Steckel       | deutscher Pädagoge                                                                         | 65    |       |
| 23. Juli | Ferdinand von Schack                 | preußischer Generalmajor und Kommandeur der 7. Kavallerie-Brigade sowie Erbherr auf Treten | 58    |       |
| 24. Juli | Christian Holm                       | dänischer Maler und Radierer                                                               | 42    |       |
| 24. Juli | Joseph von Eybler                    | österreichischer Komponist                                                                 | 81    |       |
| 25. Juli | Louis Bonaparte                      | König von Holland, Bruder Napoléon Bonapartes                                              | 67    |       |
| 25. Juli | Giuseppe Zamboni                     | katholischer Priester und Physiker                                                         | 70    |       |
| 26. Juli | Paul Ackermann                       | französischer Sprachwissenschaftler und Schriftsteller                                     | 34    |       |
| 27. Juli | Johann Bernhard Logier               | deutscher Pianist, Komponist und Musikpädagoge                                             | 69    |       |
| 27. Juli | Karl Gustav Adalbert von Weissenbach | sächsischer Geheimer Regierungsrat, Bergmeister und Mineraloge                             | 48    |       |
| 28. Juli | George Murray                        | britischer General und Politiker, Generalquartiermeister, Kriegsminister                   | 74    |       |
| 29. Juli | Wolfgang Adolf Gerle                 | böhmischer Schriftsteller                                                                  | 63    |       |
| 31. Juli | Théodore Fix                         | französischer Nationalökonom                                                               |       |       |
| 31. Juli | Bernhard Heine                       | deutscher Instrumentenmacher (Orthopädie)                                                  | 45    |       |
| 31. Juli | Wilhelm von Türk                     | deutscher Pädagoge, Jurist, Kartograf, Verleger                                            | 72    |       |

## August
| Tag        | Name                                   | Beruf, bekannt als                                                                           | Alter | Beleg |
| ---------- | -------------------------------------- | -------------------------------------------------------------------------------------------- | ----- | ----- |
| 1. August  | August von Fürth                       | deutscher Rechtshistoriker                                                                   | 34    |       |
| 1. August  | David Heinrich Hoppe                   | deutscher Arzt, Botaniker und Apotheker                                                      | 85    |       |
| 1. August  | Piero Maroncelli                       | italienischer Musiker, Schriftsteller und Patriot während des Risorgimento                   | 50    |       |
| 1. August  | Peter Ritter                           | deutscher Komponist, Kapellmeister und Cellist                                               | 83    |       |
| 1. August  | Dwarkanath Tagore                      | bengalischer Unternehmer, Sozialreformer und Mäzen                                           |       |       |
| 2. August  | Antoine de Laforêt                     | französischer Diplomat                                                                       | 89    |       |
| 2. August  | George Howard                          | US-amerikanischer Politiker                                                                  | 56    |       |
| 2. August  | Benjamin Mary                          | belgischer Botschafter                                                                       | 54    |       |
| 2. August  | Florentin zu Salm-Salm                 | Fürst zu Salm-Salm                                                                           | 60    |       |
| 3. August  | Kaspar Maximilian Droste zu Vischering | Bischof des Bistums Münster                                                                  | 76    |       |
| 4. August  | Abolhassan Khan Ilchi                  | persischer Außenminister, Botschafter und Schriftsteller                                     |       |       |
| 6. August  | Ludwig Bledow                          | deutscher Schachspieler                                                                      | 51    |       |
| 6. August  | Friedrich Stein von Kaminski           | preußischer Generalmajor                                                                     | 55    |       |
| 7. August  | John Baildon                           | deutscher Bauingenieur und Konstrukteur                                                      | 73    |       |
| 7. August  | Karl Wilhelm Justi                     | deutscher Philosoph und lutherischer Theologe                                                | 79    |       |
| 7. August  | Herman de Ranitz                       | niederländischer Jurist, Bürgermeister von Groningen                                         | 52    |       |
| 7. August  | Christian Heinrich Rinck               | deutscher Komponist des Biedermeier                                                          | 76    |       |
| 7. August  | Christian Gottlieb Schmid              | deutscher Lehrer und Politiker                                                               | 54    |       |
| 7. August  | Balthasar Wigand                       | österreichischer Maler und Aquarellist                                                       | 75    |       |
| 9. August  | Maximilian von Oer                     | deutscher Dichter und Schriftsteller                                                         | 39    |       |
| 10. August | Billibellary                           | Führer und Liedermacher der Aborigines                                                       |       |       |
| 10. August | Friedrich Wilhelm Gribel               | deutscher Reeder und Kaufmann                                                                | 61    |       |
| 10. August | Johann Simon Hermstedt                 | deutscher Musiker und Kapellmeister                                                          | 67    |       |
| 10. August | Christian Ludwig Ideler                | deutscher Astronom                                                                           | 79    |       |
| 11. August | Benedict Joseph Fenwick                | US-amerikanischer römisch-katholischer Geistlicher und Bischof von Boston                    | 63    |       |
| 14. August | Manuel Agustín Heredia                 | spanischer Industrieller                                                                     | 60    |       |
| 15. August | George Whitfield Crabb                 | US-amerikanischer Offizier, Richter und Politiker                                            | 42    |       |
| 16. August | Sylvain-Charles Valée                  | französischer General, Marschall und Pair von Frankreich                                     | 72    |       |
| 18. August | Lebbeus Egerton                        | US-amerikanischer Politiker und Vizegouverneur                                               | 73    |       |
| 19. August | Johann Gottlieb Plüschke               | evangelischer Theologe und Hochschullehrer                                                   | 65    |       |
| 21. August | Andreas Nemetz                         | mährischer Posaunist, Militärkapellmeister und Komponist                                     | 46    |       |
| 22. August | Ernst Wilhelm Bernhard Eiselen         | deutscher Turnlehrer                                                                         | 53    |       |
| 23. August | Wilhelm Küchelbecker                   | russischer Autor und Dichter                                                                 | 49    |       |
| 23. August | Vincent Mathews                        | US-amerikanischer Jurist und Politiker                                                       | 80    |       |
| 23. August | Elias P. Seeley                        | US-amerikanischer Politiker                                                                  | 54    |       |
| 24. August | Friedrich von Flad                     | bayerischer Offizier, zuletzt Generalmajor und Militärjurist                                 | 75    |       |
| 24. August | Adam Johann von Krusenstern            | deutsch-baltischer Admiral in russischen Diensten; leitete die erste russische Weltumseglung | 75    |       |
| 25. August | Giuseppe Acerbi                        | italienischer Reisender, österreichischer Diplomat                                           | 73    |       |
| 25. August | Stephan Bergold                        | bayerischer Landwirt und Politiker                                                           | 56    |       |
| 25. August | Gabriel Lory der Jüngere               | Schweizer Landschaftsmaler, Radierer, Aquarellist und Zeichner                               | 62    |       |
| 26. August | Friedrich Wagenfeld                    | deutscher Philologe und Schriftsteller                                                       | 36    |       |
| 27. August | Gottfried Wilhelm Fink                 | deutscher Komponist, Musiktheoretiker, evangelischer Geistlicher und Dichter                 | 63    |       |
| 31. August | Walter Bowne                           | US-amerikanischer Politiker                                                                  | 75    |       |

## September
| Tag           | Name                                    | Beruf, bekannt als | Alter | Beleg |
| ------------- | --------------------------------------- | --- | ----- | ----- |
| 1. September  | Edward Junius Black                     | US-amerikanischer Politiker                                                                                                  | 39    |       |
| 1. September  | John Carlyle Herbert                    | US-amerikanischer Politiker                                                                                                  | 71    |       |
| 1. September  | Carl Samuel Hermann                     | deutscher Apotheker und Chemiefabrikant                                                                                      | 81    |       |
| 2. September  | Johann Friedrich Niemann                | deutscher Mediziner und Fachschriftsteller                                                                                   | 82    |       |
| 2. September  | Daniel Rodney                           | US-amerikanischer Politiker                                                                                                  | 81    |       |
| 4. September  | Victor-Joseph Étienne de Jouy           | französischer Schriftsteller                                                                                                 | 81    |       |
| 4. September  | Peter Paul Kirchebner                   | österreichischer Maler | 34    |       |
| 5. September  | James Alexander junior                  | US-amerikanischer Politiker                                                                                                  | 56    |       |
| 5. September  | Charles Metcalfe, 1. Baron Metcalfe     | britischer Kolonialbeamter und Diplomat                                                                                      | 61    |       |
| 6. September  | Georg Adam Ball                         | deutscher Theaterschauspieler, Bühnenautor und Schriftsteller                                                                |       |       |
| 6. September  | Carl Christian Wilhelm May              | deutscher Kommunalpolitiker                                                                                                  | 69    |       |
| 7. September  | Friedrich Hoffstadt                     | deutscher Richter, Maler und Kunstschriftsteller                                                                             | 44    |       |
| 7. September  | Jeromus Johnson                         | US-amerikanischer Politiker                                                                                                  | 70    |       |
| 8. September  | Ludwig Becherer                         | württembergischer Landtagsabgeordneter                                                                                       | 50    |       |
| 8. September  | Archibald Kennedy, 1. Marquess of Ailsa | britischer Peer und Politiker                                                                                                | 76    |       |
| 8. September  | Friederike Leisching                    | deutsche Malerin und Zeichnerin                                                                                              | 79    |       |
| 9. September  | Carl Zoepffel                           | preußischer Polizeidirektor und Landrat                                                                                      | 61    |       |
| 10. September | Friedrich Bethmann                      | deutscher Theaterschauspieler und Intendant                                                                                  | 50    |       |
| 10. September | Felix Grundy McConnell                  | US-amerikanischer Rechtsanwalt und Politiker                                                                                 | 37    |       |
| 11. September | Johann Nepomuk von Trapp                | k. k. Kämmerer | 56    |       |
| 13. September | Johann Friedrich von Recke              | deutschbaltischer Altertumsforscher und Sammler                                                                              | 82    |       |
| 13. September | Paul von Wernhardt                      | österreichischer Offizier und Theresienritter                                                                                | 70    |       |
| 14. September | Jacques Dupré                           | US-amerikanischer Politiker                                                                                                  | 73    |       |
| 15. September | Samuel A. Foot                          | US-amerikanischer Politiker                                                                                                  | 65    |       |
| 15. September | Ernst Schenck                           | deutscher Politiker, Landtagsabgeordneter Großherzogtum Hessen                                                               | 64    |       |
| 16. September | Andreas Kim Taegon                      | Koreas erster römisch-katholischer Priester                                                                                  | 25    |       |
| 16. September | Heinrich Menu von Minutoli              | preußischer Offizier, zuletzt Generalleutnant sowie Entdecker und Altertumsforscher                                          | 74    |       |
| 16. September | Julius Radichi                          | österreichischer Schauspieler und Sänger                                                                                     |       |       |
| 17. September | Antonio Dall’Occa                       | italienischer Kontrabass-Virtuose                                                                                            | 83    |       |
| 17. September | Francesco Pollini                       | Komponist, Pianist und Musikpädagoge                                                                                         | 84    |       |
| 18. September | Joseph Gautier                          | Seiltänzer, Kunstreiter und Zirkusdirektor                                                                                   |       |       |
| 18. September | Friedrich Ludwig von Maydell            | deutschbaltischer Maler | 50    |       |
| 19. September | Johann Christian Jahn                   | deutscher Altphilologe und Pädagoge                                                                                          | 49    |       |
| 20. September | Johann Christian Billroth               | deutscher Jurist, Bürgermeister von Greifswald                                                                               | 77    |       |
| 21. September | Charles Derosne                         | französischer Apotheker und Industrieller                                                                                    | 66    |       |
| 23. September | Heinrich August Kerndörffer             | deutscher Autor und Privatgelehrter                                                                                          | 76    |       |
| 23. September | Gottlieb Nordeck zur Rabenau            | Oberforstmeister | 70    |       |
| 24. September | Johann Georg Tinius                     | deutscher Theologe und Bibliomane                                                                                            | 81    |       |
| 24. September | Friedrich Karl von Vechelde             | deutscher Jurist, Historiker und Publizist                                                                                   | 45    |       |
| 25. September | Georg Wilhelm Otto von Ries             | deutscher Offizier und Schriftsteller                                                                                        | 83    |       |
| 26. September | Thomas Clarkson                         | englischer Gegner der Sklaverei und Gründer der Abolitionismus-Bewegung                                                      | 86    |       |
| 26. September | Adolf Langwerth von Simmern             | deutscher Offizier, Gutsherr und Abgeordneter                                                                                | 49    |       |
| 26. September | Franz Theremin                          | protestantischer Theologe und Dichter                                                                                        | 66    |       |
| 28. September | Johann Evangelist Stiger                | österreichischer Mediziner, Rektor der Universität Graz                                                                      | 69    |       |
| 29. September | Friedrich Wilhelm Backe                 | deutscher Jurist und Hochschullehrer                                                                                         | 45    |       |
| 30. September | Wilhelm Adolf Becker                    | deutscher Klassischer Archäologe und Altertumswissenschaftler                                                                |       |       |
| 30. September | Friedrich Witthauer                     | deutsch-österreichischer Journalist, Redakteur und Herausgeber der Wiener Zeitschrift für Kunst, Literatur, Theater und Mode |       |       |

## Oktober
| Tag         | Name                                         | Beruf, bekannt als                                                                                              | Alter | Beleg |
| ----------- | -------------------------------------------- | --- | ----- | ----- |
| 1. Oktober  | Lothar Anselm von Gebsattel                  | Würzburger Domdechant, großherzoglicher Staatsrat und Erzbischof von München-Freising                           | 85    |       |
| 2. Oktober  | Joshua Evans                                 | US-amerikanischer Politiker                                                                                     | 69    |       |
| 2. Oktober  | Georg Gottlieb Pusch                         | deutscher Geologe                                                                                               | 55    |       |
| 4. Oktober  | Vinzenz Neuling                              | österreichischer Gastwirt und Brauhausbesitzer                                                                  | 50    |       |
| 4. Oktober  | Carl von Treskow                             | preußischer Landwirtschaftsreformer und Gutsbesitzer                                                            | 59    |       |
| 6. Oktober  | Robert von Langer                            | deutscher Maler                                                                                                 | 63    |       |
| 6. Oktober  | Ludwig Plater                                | polnischer Patriot                                                                                              | 71    |       |
| 7. Oktober  | Heinrich Franz Lehmann                       | deutscher Unternehmer und Bankier                                                                               | 82    |       |
| 7. Oktober  | August von Preuschen von und zu Liebenstein  | deutscher Richter                                                                                               | 80    |       |
| 7. Oktober  | Karl von Reitzenstein                        | preußischer Generalmajor, Kommandeur der 7. Landwehr-Brigade                                                    | 53    |       |
| 8. Oktober  | Heinrich Friedrich Osiander                  | deutscher Nationalökonom und Finanzwissenschaftler                                                              | 64    |       |
| 8. Oktober  | Heinrich Christian Theodor Reussing          | deutscher Mediziner                                                                                             | 78    |       |
| 15. Oktober | Peter Bohr                                   | österreichischer, Unternehmer, Maler, Erfinder und Geldfälscher                                                 | 73    |       |
| 18. Oktober | Bernhard Wilhelm Rosendahl                   | deutscher Maler                                                                                                 |       |       |
| 19. Oktober | Niels Peter Jensen                           | dänischer Komponist und Flötist                                                                                 | 44    |       |
| 19. Oktober | Franz Tomaselli                              | österreichischer Sänger und Schauspieler                                                                        | 45    |       |
| 20. Oktober | Jean Joseph Xavier Bidauld                   | französischer Maler                                                                                             | 88    |       |
| 22. Oktober | Henry FewSmith                               | US-amerikanischer Porträt-, Akt- und Figurenmaler                                                               |       |       |
| 25. Oktober | Carl Bagger                                  | dänischer Autor und Lyriker                                                                                     | 39    |       |
| 25. Oktober | Georg von Mölter                             | bayerischer Generalmajor, Ritter des Max-Joseph-Ordens                                                          | 71    |       |
| 25. Oktober | Maximilian Friedrich Weyhe                   | deutscher Gartenarchitekt                                                                                       | 71    |       |
| 26. Oktober | Carl Deffner                                 | deutscher Unternehmer und Politiker                                                                             | 57    |       |
| 26. Oktober | Sophie Haibel                                | österreichische Sängerin sowie Schwägerin und Krankenpflegerin Wolfgang Amadeus Mozarts                         |       |       |
| 27. Oktober | Louis-Auguste-Victor de Ghaisnes de Bourmont | französischer General, Kriegsminister, Marschall von Frankreich, Pair von Frankreich                            | 73    |       |
| 28. Oktober | Jonas Earll junior                           | US-amerikanischer Politiker                                                                                     |       |       |
| 28. Oktober | Julius Karl Köselitz                         | deutscher Kauf- und Handelsmann sowie Kammermeister und Freimaurer in Annaberg                                  | 64    |       |
| 28. Oktober | Johann Conrad Susemihl                       | deutscher Zeichner und Kupferstecher                                                                            |       |       |
| 30. Oktober | Johann Michael Voit                          | deutscher Architekt                                                                                             | 74    |       |
| 29. Oktober | Daniel-Alexandre Chavannes                   | Schweizer evangelischer Geistlicher, Politiker und Naturforscher                                                | 81    |       |
| 31. Oktober | Georg Peter Petersen                         | deutscher lutherischer Geistlicher, Herausgeber der Zeitschrift Neue Schleswig-Holsteinische Provinzialberichte | 75    |       |
| Oktober     | Bagyidaw                                     | König der Konbaung-Dynastie im heutigen Birma                                                                   | 62    |       |
| Oktober     | Gabriel-Julien Ouvrard                       | französischer Großkaufmann                                                                                      |       |       |

## November
| Tag          | Name                            | Beruf, bekannt als                                                          | Alter | Beleg |
| ------------ | ------------------------------- | --------------------------------------------------------------------------- | ----- | ----- |
| 1. November  | Franz Anton Ries                | deutscher Violinist                                                         | 90    |       |
| 2. November  | Johann Philipp Bach             | deutscher Musiker und Maler                                                 | 94    |       |
| 2. November  | Victor Guy Duperré              | Baron und französischer Admiral                                             | 71    |       |
| 2. November  | Johann Andreas Stumpff          | deutscher Harfen- und Klavierfabrikant                                      | 77    |       |
| 2. November  | Esaias Tegnér                   | schwedischer Lyriker                                                        | 63    |       |
| 6. November  | Karol Marcinkowski              | polnischer Arzt und Reformer                                                | 46    |       |
| 7. November  | Christoph Kuffner               | österreichischer Textdichter                                                | 66    |       |
| 7. November  | Samuel B. Moore                 | US-amerikanischer Politiker, 6. Gouverneur von Alabama                      | 57    |       |
| 8. November  | Magdalene Poller-Hruschka       | österreichische Theaterschauspielerin                                       |       |       |
| 10. November | Marie von Thadden-Trieglaff     | Ehefrau von Moritz Karl Henning von Blanckenburg                            |       |       |
| 11. November | Johann Evangelist Fürst         | deutscher Pomologe, Aufklärer und Autor                                     | 61    |       |
| 12. November | William Findlay                 | US-amerikanischer Politiker                                                 | 78    |       |
| 15. November | Thomas Massa Alsager            | britischer Journalist, Musikkritiker und Manager der Tageszeitung The Times | 67    |       |
| 15. November | Johann Horkel                   | deutscher Mediziner, Pflanzenphysiologe und Botaniker                       | 77    |       |
| 19. November | Karl Kajetan von Gaisruck       | Erzbischof und Kardinal von Mailand                                         | 77    |       |
| 19. November | Conrad Geiß                     | deutscher Eisengießer, Mitbegründer des Eisenkunstgusses                    | 75    |       |
| 20. November | Matthias Ludwig Leithoff        | deutscher Arzt                                                              | 68    |       |
| 21. November | Johann Babor                    | Benediktiner und Hochschullehrer                                            | 84    |       |
| 21. November | Carl Friedrich Rudolf May       | Schweizer Politiker                                                         | 78    |       |
| 23. November | George Darley                   | irischer Schriftsteller, Dichter, Literaturkritiker, Mathematiker           |       |       |
| 23. November | James Evans                     | methodistischer Missionar und Pastor in Kanada und Linguist                 | 45    |       |
| 24. November | Conrad Merz                     | deutscher Orgelbauer                                                        | 81    |       |
| 25. November | Johann Andreas Karl Hildebrandt | deutscher Romanschriftsteller                                               | 83    |       |
| 25. November | Francisco Malespín              | salvadorianischer Politiker                                                 | 40    |       |
| 27. November | Andreas Erhard                  | Philosoph und Schriftsteller                                                | 55    |       |
| 29. November | Johann Clarisse                 | niederländischer reformierter Theologe                                      | 76    |       |
| 29. November | Josephine Haas                  | deutsche Wohltäterin                                                        | 63    |       |
| 29. November | Karl August von Reisach         | deutscher Archivar, Publizist und Verwaltungsbeamter                        | 72    |       |
| 30. November | Friedrich List                  | deutscher Nationalökonom, Unternehmer, Diplomat und Eisenbahn-Pionier       | 57    |       |
| 30. November | John Russell                    | schottischer Anwalt und Reiseschriftsteller                                 |       |       |
| 30. November | Maria Severa                    | portugiesische Fado-Sängerin                                                |       |       |

## Dezember
| Tag          | Name                                 | Beruf, bekannt als                                                                     | Alter | Beleg |
| ------------ | ------------------------------------ | -------------------------------------------------------------------------------------- | ----- | ----- |
| 1. Dezember  | Karl Heinrich Schwarzkopf            | deutscher Modelleur und Bildhauer                                                      |       |       |
| 2. Dezember  | Thomas L. Hamer                      | US-amerikanischer Politiker                                                            | 46    |       |
| 4. Dezember  | Johanna Borski                       | niederländische Bankierin und Fondsmanagerin                                           | 82    |       |
| 4. Dezember  | Friedrich von Szerdahely             | preußischer Generalmajor                                                               | 64    |       |
| 4. Dezember  | Wilhelm Wagner                       | deutscher Mediziner                                                                    | 43    |       |
| 5. Dezember  | Karl Heinrich Ferdinand Grünig       | deutscher Jurist und Autor                                                             | 65    |       |
| 6. Dezember  | Karl Friedrich August Fritzsche      | deutscher Theologe                                                                     | 44    |       |
| 8. Dezember  | Hubert Armbruster                    | preußischer Posthalter und Politiker                                                   | 67    |       |
| 8. Dezember  | Hans Caspar Egg                      | Schweizer Politiker                                                                    | 82    |       |
| 9. Dezember  | Nicolaus Erdmann Arend               | deutscher Baumeister                                                                   | 76    |       |
| 9. Dezember  | Josef Epple                          | schwäbischer Mundartdichter                                                            | 57    |       |
| 10. Dezember | Francis Brengle                      | US-amerikanischer Politiker                                                            | 39    |       |
| 10. Dezember | Federico Confalonieri                | italienischer Freiheitskämpfer während des Risorgimento                                | 61    |       |
| 10. Dezember | Franz Friedrich Röhling              | deutscher Unternehmer und Verleger                                                     | 50    |       |
| 12. Dezember | Charles-Alexandre Lesueur            | französischer Naturforscher, Entdecker und Maler                                       | 68    |       |
| 12. Dezember | Georg von Pestel                     | deutscher Verwaltungsbeamter                                                           | 63    |       |
| 13. Dezember | Pasquale Galluppi                    | italienischer Philosoph                                                                | 76    |       |
| 14. Dezember | Max von Chézy                        | deutscher Maler                                                                        | 38    |       |
| 14. Dezember | George Engs                          | US-amerikanischer Politiker                                                            | 60    |       |
| 15. Dezember | Josef Alois Dialer                   | österreichischer Bildhauer                                                             | 49    |       |
| 15. Dezember | Philipp                              | Landgraf von Hessen-Homburg, österreichischer General                                  | 67    |       |
| 17. Dezember | Thomas Grenville                     | britischer Politiker, Diplomat und Bibliophile                                         | 90    |       |
| 17. Dezember | Franz Xaver Nachtmann                | deutscher Maler                                                                        | 47    |       |
| 17. Dezember | Johann Friedrich Wilberg             | deutscher Pädagoge                                                                     | 80    |       |
| 17. Dezember | Friedrich Wolfhagen                  | deutscher Jurist und Bürgermeister von Tönning                                         |       |       |
| 18. Dezember | Emilie Sofia Högquist                | schwedische Schauspielerin und Mätresse von König Oskar I. von Schweden                | 34    |       |
| 18. Dezember | Andreas Kaempffer                    | deutscher Theologe, Superintendent und Hofprediger                                     | 62    |       |
| 20. Dezember | Richard Ellis                        | US-amerikanischer Politiker                                                            | 65    |       |
| 20. Dezember | Johann Rehle                         | deutscher Maler, Illustrator und Xylograf                                              |       |       |
| 21. Dezember | Francisco Solano Constâncio          | portugiesischer Diplomat, Romanist, Lusitanist, Grammatiker, Lexikograf und Übersetzer | 69    |       |
| 21. Dezember | Ferdinand Ruscheweyh                 | Kupferstecher                                                                          |       |       |
| 22. Dezember | Jean Baptiste Bory de Saint-Vincent  | französischer Naturforscher, Botaniker und Oberst                                      | 66    |       |
| 22. Dezember | Pierce Mason Butler                  | Gouverneur von South Carolina                                                          | 48    |       |
| 22. Dezember | Johann Christian Friedrich Finelius  | deutscher lutherischer Theologe                                                        | 59    |       |
| 22. Dezember | Georg Carl Friedrich Kunowski        | deutscher Jurist, Astronom, Topograph und Geologe                                      | 60    |       |
| 22. Dezember | Heinrich Samuel Gottlieb von Schaper | preußischer Generalleutnant                                                            | 64    |       |
| 24. Dezember | Johann Karl Friedrich Hauff          | deutscher Mathematiker, Physiker und Hochschullehrer                                   | 80    |       |
| 24. Dezember | Erastus Root                         | US-amerikanischer Jurist und Politiker                                                 | 73    |       |
| 26. Dezember | James Woodson Bates                  | US-amerikanischer Politiker                                                            | 58    |       |
| 27. Dezember | Caspar Detlev von Schulte            | Staats- und Finanzminister im Königreich Hannover                                      | 75    |       |
| 28. Dezember | Jakob Friedrich Rausmüller           | badischer Landtagsabgeordneter                                                         | 79    |       |
| 29. Dezember | Alexander Barrow                     | US-amerikanischer Politiker                                                            | 45    |       |
| 29. Dezember | Richard Anton Nikolaus Carron du Val | Bürgermeister der Stadt Augsburg                                                       | 53    |       |
| 29. Dezember | Mathias Naef                         | Schweizer Webereifabrikant und St. Galler Grossrat                                     | 54    |       |
| 30. Dezember | Karl von Bila                        | preußischer Generalmajor sowie Gutsbesitzer in Hainrode                                | 62    |       |
| 30. Dezember | Heinrich Fresenius                   | Landtagsabgeordneter Großherzogtum Hessen                                              | 61    |       |
| 31. Dezember | Friedrich Jakob Hill                 | deutscher Maler                                                                        | 88    |       |
| 31. Dezember | Philipp Anton Hirsch                 | deutscher Bauunternehmer                                                               | 53    |       |
| Dezember     | Pedro Vidal                          | uruguayischer Politiker                                                                |       |       |

## Datum unbekannt
| Tag                    | Name                               | Beruf, bekannt als                                                                   | Alter | Beleg |
| ---------------------- | ---------------------------------- | ------------------------------------------------------------------------------------ | ----- | ----- |
|                        | Francis Vyvyan Jago Arundell       | britischer Geistlicher und Forschungsreisender                                       |       |       |
|                        | Bartolomeo Bortolazzi              | italienischer Gitarren- und Mandolinenvirtuose, Komponist sowie Musikpädagoge        | ≈74   |       |
|                        | Nils Ferdinand von Bilow           | deutscher Gutsbesitzer, Politiker und Historiker                                     |       |       |
|                        | Edwin Beard Budding                | britischer Erfinder und Ingenieur                                                    |       |       |
|                        | Philogène Auguste Joseph Duponchel | französischer Soldat und Entomologe                                                  |       |       |
| September oder Oktober | Gustav Heuser                      | deutscher Komponist und Musikjournalist                                              |       |       |
|                        | Henry Huntington                   | US-amerikanischer Rechtsanwalt, Geschäftsmann und Politiker                          |       |       |
|                        | William Marshall Inge              | US-amerikanischer Offizier, Richter und Politiker                                    |       |       |
|                        | Johann Dietrich Kuhlmann           | deutscher Orgelbauer                                                                 |       |       |
|                        | Johann Andreas Laupp               | Bürgermeister und erster Oberbürgermeister von Tübingen                              | 70    |       |
|                        | Chrysanthos von Madytos            | griechischer Musikpädagoge und Bischof                                               | ≈76   |       |
|                        | José Escolástico Marín             | Supremo Director von El Salvador                                                     |       |       |
|                        | Daniel H. Miller                   | US-amerikanischer Politiker                                                          |       |       |
|                        | Angelika Perechon                  | österreichisch-deutsche Opernsängerin (Sopran)                                       |       |       |
|                        | Joseph Pilié                       | US-amerikanischer Maler, Zeichenlehrer, Architekt und Stadtvermesser in New Orleans  |       |       |
|                        | August von Rechberg                | bayerischer Verwaltungsbeamter, Richter und Parlamentarier                           |       |       |
|                        | Mariano Ricafort Palacín y Abarca  | kastilischer Gouverneur in La Paz (Rio de la Plata) auf den Philippinen und auf Kuba |       |       |
|                        | Alexis Roger                       | französischer Komponist                                                              |       |       |
|                        | George Samouelle                   | britischer Entomologe und Zoologe                                                    |       |       |
|                        | Sigurður Breiðfjörð                | isländischer Dichter                                                                 |       |       |
|                        | Tharrawaddy                        | Herrscher von Birma                                                                  |       |       |
|                        | Anna Tonelli                       | italienische Porträtmalerin                                                          |       |       |
|                        | Naum Veqilharxhi                   | albanischer Pädagoge                                                                 |       |       |
|                        | Wu Qijun                           | chinesischer Beamter und Gelehrter der Qing-Zeit                                     |       |       |
|                        | Yeshe Tenpe Gyeltshen              | vierter Tschangtscha Hutuktu                                                         |       |       |
|                        | John Adolphus Etzler               | deutsch-amerikanischer technischer Utopist                                           |       |       |